# История Сомали
Петроглифы в пещерном комплексе Лаас-Гааль датируются периодом от IX−VIII до III тысячелетия до нашей эры.
Начиная с середины 3-го тысячелетия до н. э. к берегам северного Сомали (названным египтянами «страной Пунт») совершали плавания египтяне, вывозившие оттуда золото, благовонные смолы, древесину. Пытаясь установить здесь своё господство, правители Египта воспитывали при своём дворе детей местной знати.

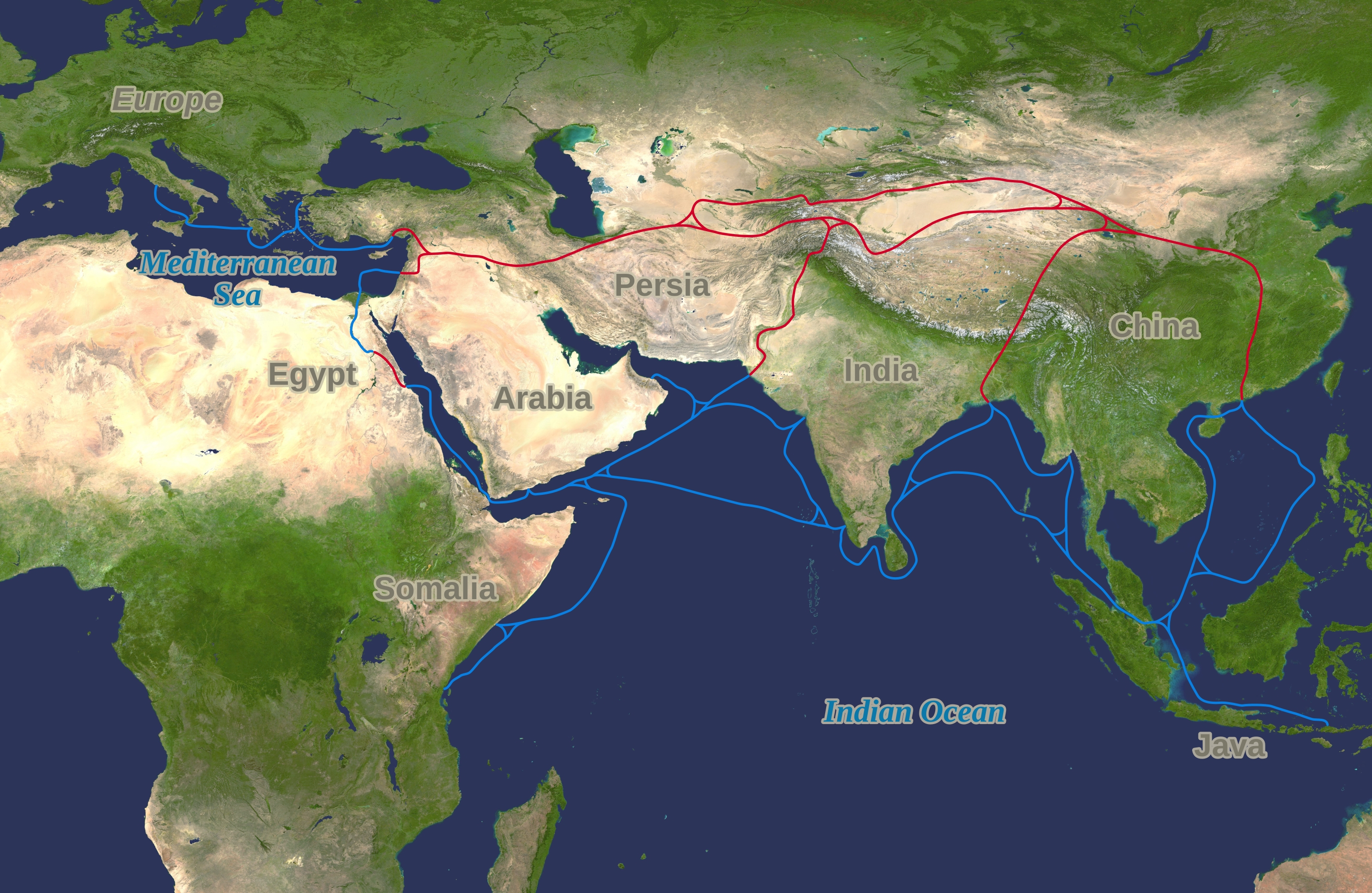
Древний Шелковый путь

В III веке до н. э. на севере Сомали основали свои фактории греки и египтяне, подданные Птолемеев. Они занимались, кроме прочего, отловом и отправкой в Египет слонов.
В то время основное население Сомали составляли кочевники-скотоводы, но на побережье Аденского залива уже существовали портовые посёлки. В I—II веках н. э. население побережья северного Сомали через порты Авалит, Малао, Опона вело торговлю с Римской империей, Южной Аравией, Индией. Из Сомали вывозились благовонные смолы, пряности, слоновая кость, панцири черепах, рабы, а ввозились ремесленные изделия и продовольственные товары.
В период расцвета Аксумского царства (древняя Эфиопия, IV—VI века н. э.) под его власть подпадает северная часть Сомали, возникает важный порт Зейла (восточнее нынешнего Джибути).
С упадком влияния Аксума на севере Сомали возникает раннегосударственное образование Бербера и союз племён Хавия. В них входили полуосёдлые земледельцы-скотоводы, а также кочевники.

## Средние века

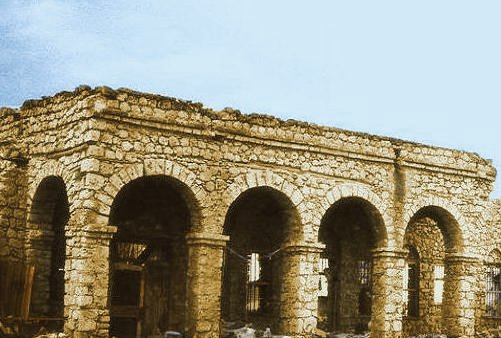
Руины Зейлы.

В XII—XIII вв. на территории Сомали распространяется ислам, хотя и не полностью вытеснивший местные культы.
В XII—XVI веках на территории современного Сомали периодически возникали султанаты, которые быстро распадались. На северном побережье Сомали возник султанат Адаль. На юг от него располагалась Аджурская империя. В период Аджурского султаната прибрежные города Могадишо, Марка, Барауэ вели активную морскую торговлю. 
В XIV—XV веках шли постоянные войны мусульманских султанатов Сомали против христианской Эфиопской империи. Первое упоминание этнонима «сомали» появляется в амхарской песне начала XV-го века, в честь победы эфиопского императора Йисхака.
В 1499 году у берегов Сомали появились португальские корабли, под командованием Васко да Гамы. Португальцы захватили сомалийские города — Могадишо в 1499 году, Барауэ в 1506 году, Зейлу в 1517 году. В итоге португальцы подчинили себе всё побережье Сомали.

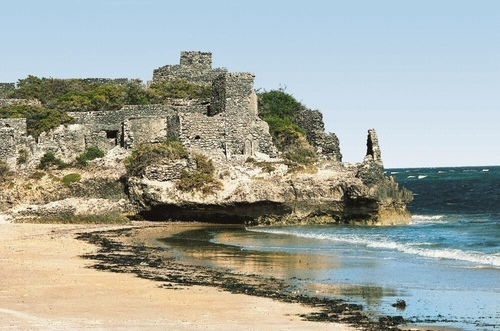
Цитадель Gondershe: важные города в средневековой Ajuuraan империи.

Однако против португальцев выступили египетские мамлюки и турки, использовавшие поддержку местных сомалийцев. На стороне Португалии в борьбу вступила Эфиопия. В 1530-59 годах на территории Сомали шла кровопролитная и опустошительная война — между сомалийцами, мамлюками и турками против эфиопов и португальцев. В итоге победила Эфиопия, а сомалийские племена распались на мелкие союзы, воевавшие между собой.
В результате междоусобных войн население сомалийских городов резко уменьшилось. Некоторые города были вообще покинуты. Зейла в XVII веке перешла под власть Турции. 

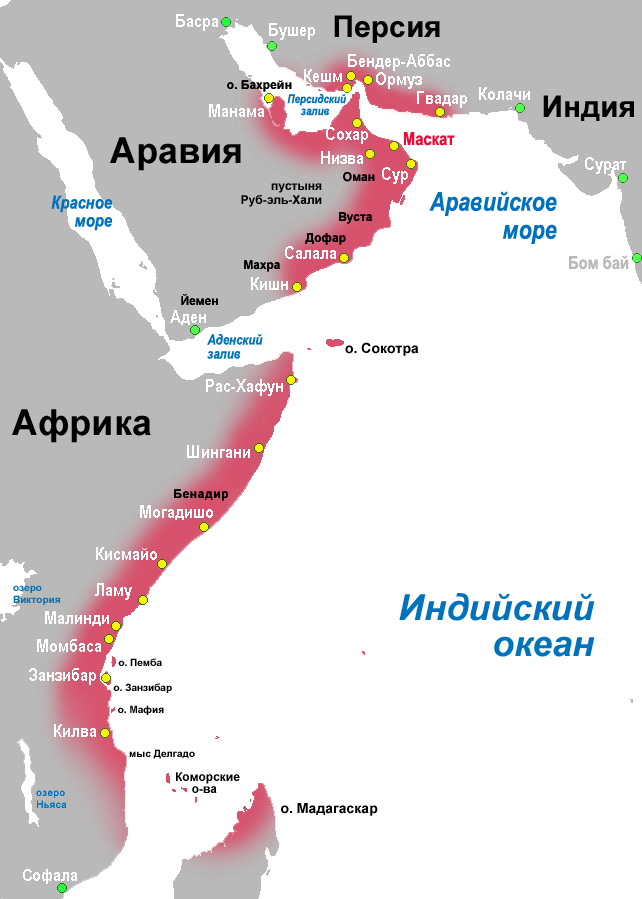
Владения оманских султанов

С середины XVII века прибрежные города на востоке Сомали стал подчинять себе султанат Оман. После переноса резиденции оманских султанов на Занзибар и последующего разделения султаната на африканскую и азиатскую части — восточное побережье Сомали отошло к Занзибару, а северное — к Турции. При этом во внутренних частях Сомали образовалось множество местных султанатов (Раханвейн, Миджуртини, Геледи, Тунни и др.), которые держали под своим контролем внутренние торговые пути и плодородные земли нагорий и речных долин, не признавая власти Турции и Занзибара.

## XIX век
В XIX веке в Сомали участились междоусобные войны между султанатами и племенами, сопровождавшиеся переселением больших групп жителей, в основном в южные районы.

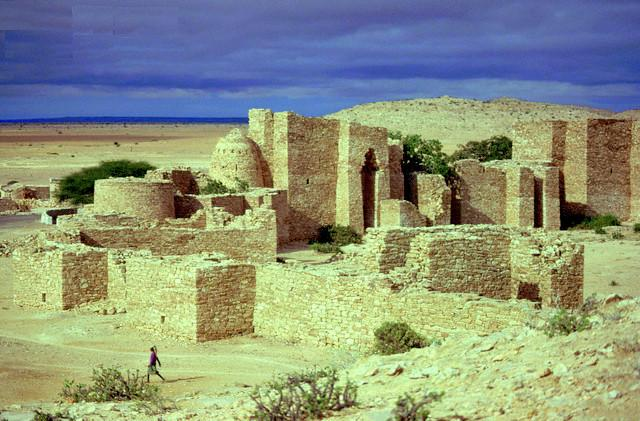

В начале XIX века в Сомали стали распространяться разные учения мусульманских течений и сект, периодически объявлявших «джихад» соседям.
В 1819 году одна из сект основала теократическое государство Бардера, которое стало воевать против султанатов Геледи, Тунни и Барауэ. В середине XIX века Бардера была разгромлена соседями, но очаги джихада сохранились.
В середине XIX века Занзибар пытался усилить свой контроль над городами Сомали (в 1843 — захватил Могадишо, в 1862 — Мерку), однако эти попытки не увенчались особым успехом.
С 1869 года порты Сомали стал захватывать Египет. Однако к 1885 египтяне ушли из Сомали, не выдержав сопротивления местных правителей.
В 1884-88 годах Великобритания, Италия и Франция разделили между собой все побережье Сомали.
Южная часть Сомали (султанаты Миджуртини и Хобьо) приняли протекторат Италии. Также на южные районы Сомали претендовали немцы, но англичане этого не допустили. Северное побережье перешло под власть Британии, Джибути — к Франции. Некоторые сомалийские племена во внутренних районах страны признали власть Эфиопии.

## XX век, начало XXI века

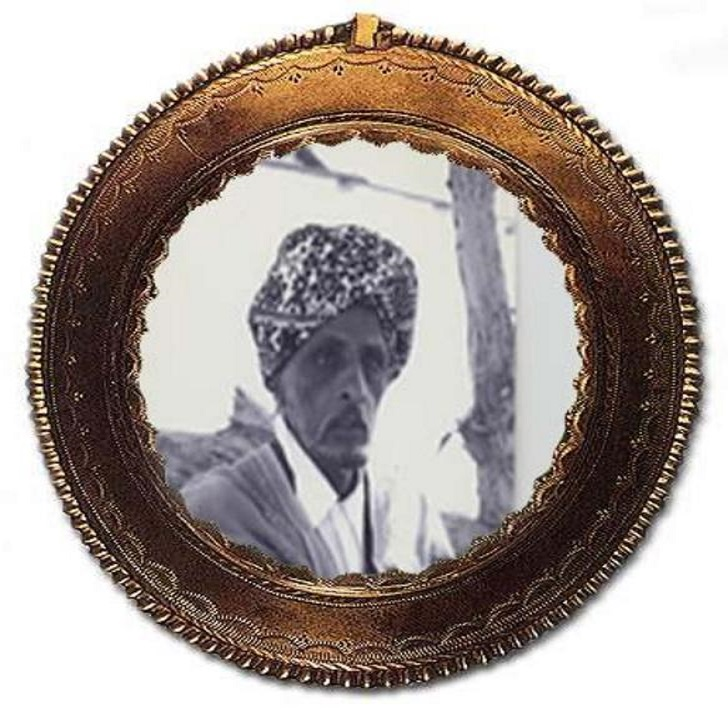
Султан Мохамуд Али Шир

С 1899 года мусульманский проповедник Саид Мохаммед Абдилле Хасан длительное время вёл борьбу с итальянцами и англичанами под лозунгами джихада, изгнания иноземцев и водворения истинно исламского государства, создав своё «государство дервишей». Во время Первой мировой войны Хасан рассчитывал на помощь Турции и Германии. Одолеть Хасана удалось только в 1920 году; в независимой Сомали он считался национальным героем, его именем даже была названа военная академия страны.
В 1920-х годах итальянские колонизаторы стали развивать в Сомали систему плантационно-фермерского хозяйства европейского типа. Фашистское правительство Муссолини выделяло на это существенные финансовые субсидии, а также организовало строительство в Сомали дорог и ирригационных сооружений. Фашистские власти Италии также поощряли переселение итальянских крестьян в Сомали.
В тот же период британские колонизаторы занимались в своей части Сомали в основном строительством дорог, усовершенствованием портов и экспортом шкур (в основном коз).
В период Второй мировой войны Сомали было объединено сперва под итальянским флагом, потом под британским. Дальнейшая судьба колонии вызвала большие споры на международном уровне, и в итоге было решено предоставить ей независимость после длительного переходного периода. В 1950 году на территории бывшей итальянской колонии была образована Подопечная территория Сомали, а в 1960 году она была объединена с государством Сомалиленд в единую Сомалийскую республику.

### Период независимости

#### Сомалийская республика
В 1960 году Сомали получила независимость, именно тогда формально объединились две бывшие колонии — Итальянское Сомали и Британское Сомали (Сомалиленд). Первым президентом стал Аден Абдула Осман Даар. В сентябре 1960 года СССР установил дипломатические отношения с Сомали. Спустя шесть месяцев в Сомали отправилась официальная государственная делегация. В 1961 году Советский Союз посетил премьер-министр Сомали Абдирашид Али Шермарк в составе небольшой делегации. Во время визита было подписано соглашение об экономическом и техническом сотрудничестве. Договор предусматривал оказание Советским Союзом помощи в развитии сельского хозяйства и пищевой промышленности; строительстве водохранилища, морского порта; проведении геолого-поисковых работ на олово и свинец; бурении скважин на воду.
В декабре 1961 года на севере Сомали группа офицеров попыталась поднять восстание против центрального правительства и восстановить независимость государства Сомалиленд. Однако, данное восстание было подавлено в считанные часы.
С 1963 по 1967 год Сомали поддерживало повстанческое движение сомалийцев в Кении.

#### Сомалийская Демократическая Республика
В 1969 году в результате военного переворота к власти пришёл генерал Мохаммед Сиад Барре, объявивший курс на строительство социализма с исламской спецификой. В 1970-77 годах Сомали получила значительную советскую военную и экономическую помощь, советский флот получил в своё распоряжение базу в Бербере. Численность работавших в стране советских специалистов к середине 1970-х годов оценивалась в несколько тысяч, и во время голода, после жесточайшей засухи 1974 года, удалось избежать ещё больших жертв только благодаря действиям советских лётчиков, осуществлявших транспортировку части кочевого населения из пострадавших районов.

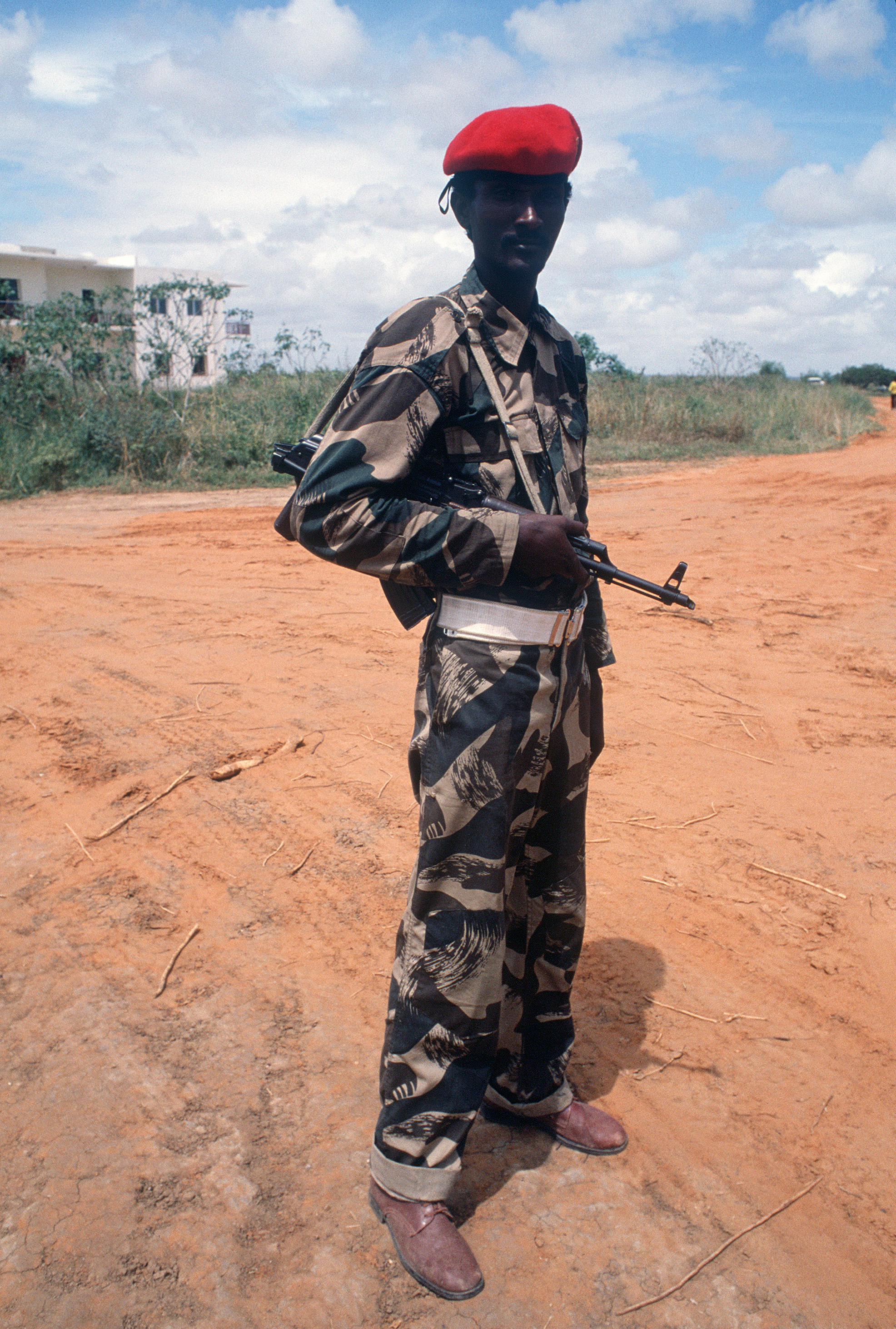
Сомалийский солдат (1983 год).

После обретения независимости Сомали предъявила территориальные претензии к соседним странам и территориям — Кении, Эфиопии и Джибути (тогда Территории Афаров и Исса), и поощряла ирредентистские устремления местных общин сомалийцев. Сиад Барре в 1977 году неожиданно напал на второго советского союзника в регионе Африканского Рога — Эфиопию, решив воспользоваться затруднениями соседа, проводя политику создания Великого Сомали и имея цель отторгнуть область Огаден, захваченную Эфиопией в начале XX века и населяемую сомалийскими племенами. Поскольку в обеих странах к тому времени водворились правительства просоветской ориентации, СССР вынужден был выбирать сторону конфликта, и эфиопское руководство показалось более надежным. В результате войны эфиопская армия, используя массированные поставки советского оружия и кубинских добровольцев, разгромила агрессора. В 1978 году в Сомали имела место попытка переворота силами про-советски настроенных армейских офицеров, в ней принимал участие и Абдуллахи Юсуф Ахмед, с 2004 до 2008 года формальный глава государства.
Период после Огаденской войны ознаменован общим кризисом в экономической и политической сферах. В 1980-е годы на севере страны началась повстанческая война, а в результате продолжающегося кризиса в 1991 году президент Мохаммед Сиад Барре был свергнут, и страна погрузилась в полный хаос. В один только Йемен бежало не менее 60 тыс. чел.

### Период хаоса
Сомали как государство фактически прекратило своё существование, утратив все атрибуты единой государственности и распавшись на множество лоскутков, контролируемых враждующими между собой полевыми командирами. Северная часть страны провозгласила свою независимость как Республика Сомалиленд, и оставалась сравнительно стабильной. .

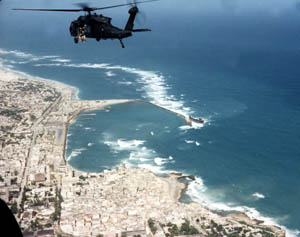
Американский вертолёт Блэк Хок над побережьем Могадишо, 3 октября 1993 года

В 1991—1992 годах вследствие развала всех социальных структур в Сомали разразился сильнейший голод, унёсший жизни 300 тыс. человек. В декабре 1992 года в рамках операции «Возрождение надежды» в страну были введены миротворческие силы ООН, призванные защитить работников организаций, распределявших гуманитарную помощь, от действий местных полевых командиров. Операция была успешной, однако силы ООН позволили вовлечь себя во внутрисомалийский конфликт и начали подвергаться нападениям боевиков одного из претендентов на пост президента страны полевого командира Мохаммеда Айдида. После нескольких стычек между миротворцами и боевиками и в условиях эскалации конфликта 3 октября 1993 года в бою погибли погибли 18 американских солдат и были сбиты два вертолёта (См. Сражение в Могадишо). В США эти события были восприняты общественностью как признак втягивания Америки в сомалийскую гражданскую войну, из-за чего президенту Клинтону пришлось вывести американские войска из Сомали. В марте 1995 года страну покинули и подразделения ООН из других стран. После гибели Айдида в 1996 году роль лидера перешла к его сыну Хусейну Фараху Айдиду, однако его фракция уже никогда не играла большого значения в жизни страны.
Конфликт перешёл в латентную стадию, боевые столкновения случались только по экономическим причинам, таким как раздел доходов от рынка оружия или контроль за вывозом ресурсов. Сомали превратилось в базу пиратов Индийского океана. Захват судов и заложников стал частым явлением.
В 2000 году была предпринята попытка объединения страны, когда представители полевых командиров, собравшись в городе Арта в Джибути, избрали президентом выпускника советского вуза Абдул-Кассима Салат Хассана. Однако ему отказались подчиниться полевые командиры, пользующиеся поддержкой Эфиопии. В 2004 году Эфиопия пролоббировала создание альтернативного временного правительства, которое возглавил Абдуллахи Юсуф Ахмед.
После создания переходного федерального правительства (ПФП) в 2004 году переходный парламент провел первое заседание в Байдабо в начале 2006 года.
Весной 2006 года Могадишо стал ареной боёв между исламистами из Союза исламских судов (СИС) и проамериканскими полевыми командирами из Контртеррористического Альянса за Возрождение Мира. К маю на юге Сомали началась межфракционная борьба, гораздо более серьёзная, чем за предшествующие десять лет. Союз исламских судов столкнулся с союзной конфедерацией ПФП, поддерживаемой США. 5 июня Союз исламских судов установил полный контроль над столицей, решающую роль в этом сыграли формирования полевого командира «Индаада». 24 сентября Союз исламских судов без боя установил контроль над стратегическим портом Кисмайо.
Через несколько месяцев исламисты из Союза исламских судов уже контролировали семь из десяти регионов на юге Сомали, включая Могадишо. Они это назвали периодом «беспрецедентной стабильности» и «огромным успехом в борьбе с преступностью» . Снятие блокпостов, очистка от мусора, открытие аэро- и морских портов, а также акцент на широкую судебную систему привели к повышению безопасности и свободы. Сложившийся режим впервые с распада Сомали в 1991 году получил широкую поддержку (95 %). Отмечалось[кем?], что обычные граждане снова могут безопасно ходить по улицам Могадишо. В ответ на расширение влияния СИС, Эфиопия увеличила военное присутствие в Байдабо и частично в Бакуле и Гедо в поддержку теряющего влияние ПФП. СИС категорически возражал и настаивал, что все иностранные войска должны покинуть страну. Дальнейшие переговоры способствовали некоторому диалогу между ПФП и СИС, но потерпели неудачу во второй половине 2006 года. В результате, СИС и Эфиопия мобилизовали свои войска. В докладе ООН, опубликованном в ноябре 2006 года, было выражено беспокойство относительно неконтролируемого потока оружия в страну, в котором были замешаны десятки государств, нарушавших эмбарго на поставки. Одновременно появились опасения, что Сомали может стать ареной военных действий между Эфиопией и Эритреей. Присутствие иностранных боевиков в составе СИС вызывало озабоченность на Западе. Политика США в отношении Сомали приобрела определённый характер. Американские официальные лица утверждали, что руководство СИС находится под контролем Аль-Каиды, и это будет рассматриваться как основание для того, чтобы США поддерживали действия Эфиопии.
В конце 2006 года Эфиопия вмешалась в конфликт на стороне полевых командиров, разбила военные формирования Союза исламских судов и водворила в Могадишо правительство Юсуфа Ахмеда. Основная эфиопская военная операция развернулась 24 декабря, в ходе неё СИС потерпел сокрушительное поражение. Воспользовавшись случаем, Эфиопия и ПФП заявили о проведении мирной конференции в последние дни 2006 года, и в то же время они заняли Могадишо и другие ключевые объекты. Победившая сторона призвала международное сообщество немедленно развернуть силы Африканского Союза (АС) для поддержки ПФП, так как на улицах Могадишо вновь стали появляться вооруженные преступники, и как следствие исламистские лидеры пообещали начать асимметричную войну против Эфиопии и переходного правительства в частности.
19 января 2007 года Совет мира и безопасности Африканского союза решил направить в эту страну свои миротворческие силы. Совет Безопасности ООН своей резолюцией от 21 февраля 2007 года санкционировал размещение миротворцев на территории Сомали. К концу октября 2008 года в Сомали было около 3000 миротворцев АМИСОМ.
В 2006—2008 годах ситуация оставалась напряжённой, так как администрация не контролировала бо́льшую часть страны. 29 декабря 2008 года Президент Сомали Абдуллахи Юсуф Ахмед ушёл в отставку. 25 января 2009 года Эфиопия завершила вывод своих войск из Сомали. Формирования исламской группировки «аш-Шабааб» взяли под контроль большую часть столицы Сомали Могадишо.
31 января 2009 года на заседании парламента Сомали в Джибути президентом Сомали был избран лидер умеренных исламистов Шейх Шариф Шейх Ахмед. 18 апреля 2009 парламент Сомали принял решение о введении в стране законов шариата. Принятие этого закона в парламенте ожидалось с 10 марта, когда за это решение проголосовал кабинет министров нового президента страны Шейха Шарифа Ахмеда. Эксперты предполагали, что этот шаг Ахмеда подорвет позиции боевиков, которые прикрывались идеями ислама. Кроме того, ожидалось, что это вызовет одобрение со стороны потенциальных спонсоров в богатых странах Персидского залива.
Однако, несмотря на эти меры, формирования «аш-Шабааб» сохраняли свои доминирующие позиции в Сомали. Правительство Шарифа Ахмеда контролировало лишь несколько квадратных километров столицы, в основном благодаря межафриканским миротворческим силам, состоящим большей частью из угандийцев и бурундийцев. Эта часть столицы постоянно обстреливается повстанцами. Исламисты «аш-Шабааба» ввели законы шариата на контролируемых ими территориях. Публичные ампутации рук сомалийцев, обвинённых в кражах, стали обычным явлением.
31 октября 2010 года премьер-министром Сомали стал Мохамед Абдуллахи Мохамед, имеющий двойное сомалийско-американское гражданство.
На фоне конфликта между президентом страны Шарифом Шейхом Ахмедом и спикером парламента Шарифом Хасаном Шейхом Аденом, 28 июля 2011 года Абдивели Мохаммед Али был назначен новым премьер-министром Сомали. Он поставил задачу сформировать новый кабинет из числа сомалийцев, получивших образование на Западе, призвав их вернуться на родину для восстановления страны после десятилетий гражданской войны и междоусобиц. Так, назначение на пост заместителя главы правительства и министра иностранных дел Сомали получил преподаватель английского языка из Лондона, Мохаммед Ибрагим.  
Юг и юго-запад Сомали были ареной противостояния моджахедов исламистских движений «Харакат аш-Шабаб» и «Хизб-уль-Ислаами» с автономными администрациями Джубаленда и Юго-Западного Сомали, союзными Федеральному Правительству Сомали. 

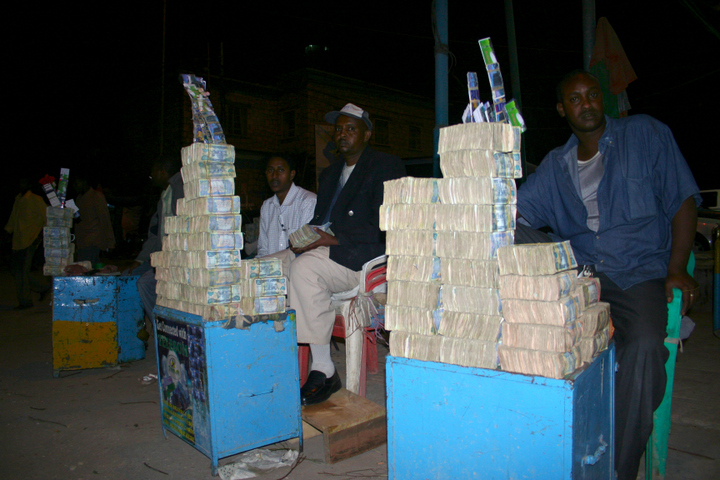
Уличные менялы валюты в Харгейсе, столице Сомалиленда, 2007 год

Север Сомали контролируется непризнанным государством Республика Сомалиленд, в одностороннем порядке объявившем о своей независимости в 1991 году. 17 января 2007 года Евросоюз направил в Сомалиленд делегацию для обсуждения возможностей дальнейшего развития отношений. Вслед за этим 29 января 2007 года Африканский союз направил в Сомалиленд своего представителя с целью решения вопросов будущего международного признания государства. Однако кроме этого никаких конкретных мер по разрешению данной проблемы не принимается. Кроме того, сепаратистские движения возникли и на территории собственно Сомалиленда: сначала отделились Нортленд (ныне — Хатумо) и Маахир (позже присоединился к Пунтленду), а в 2010-12 года пытался отделиться и Авдаленд на западе самопровозглашённого государства.

### Восстановление государственности
20 августа 2012 года Национальная учредительная ассамблея, сформированная представителями клановых и региональных элит, избрала Федеральный парламент Сомали. 
В августе 2012 года учредительной ассаблеей в Могадишо была принята временная конституция, определяющая Сомали как федерацию. Было сформировано Федеральное правительство — первое постоянное международно признанное правительство с момента начала в стране гражданской войны.
10 сентября 2012 года парламент избрал президентом страны Хасана Шейха Махмуда. За время его правления под контроль сомалийского правительства вернулась большая часть территории страны. В апреле 2013 года впервые состоялись переговоры между центральным правительством и властями Сомалиленда. В августе 2013 года было подписано соглашение с властями Джубаленда о создании там автономного правительства и интеграции местных вооруженных сил в национальную армию. Были также созданы автономные администрации штатов Галмудуг и Юго-Запад (Юго-Западное Сомали). 

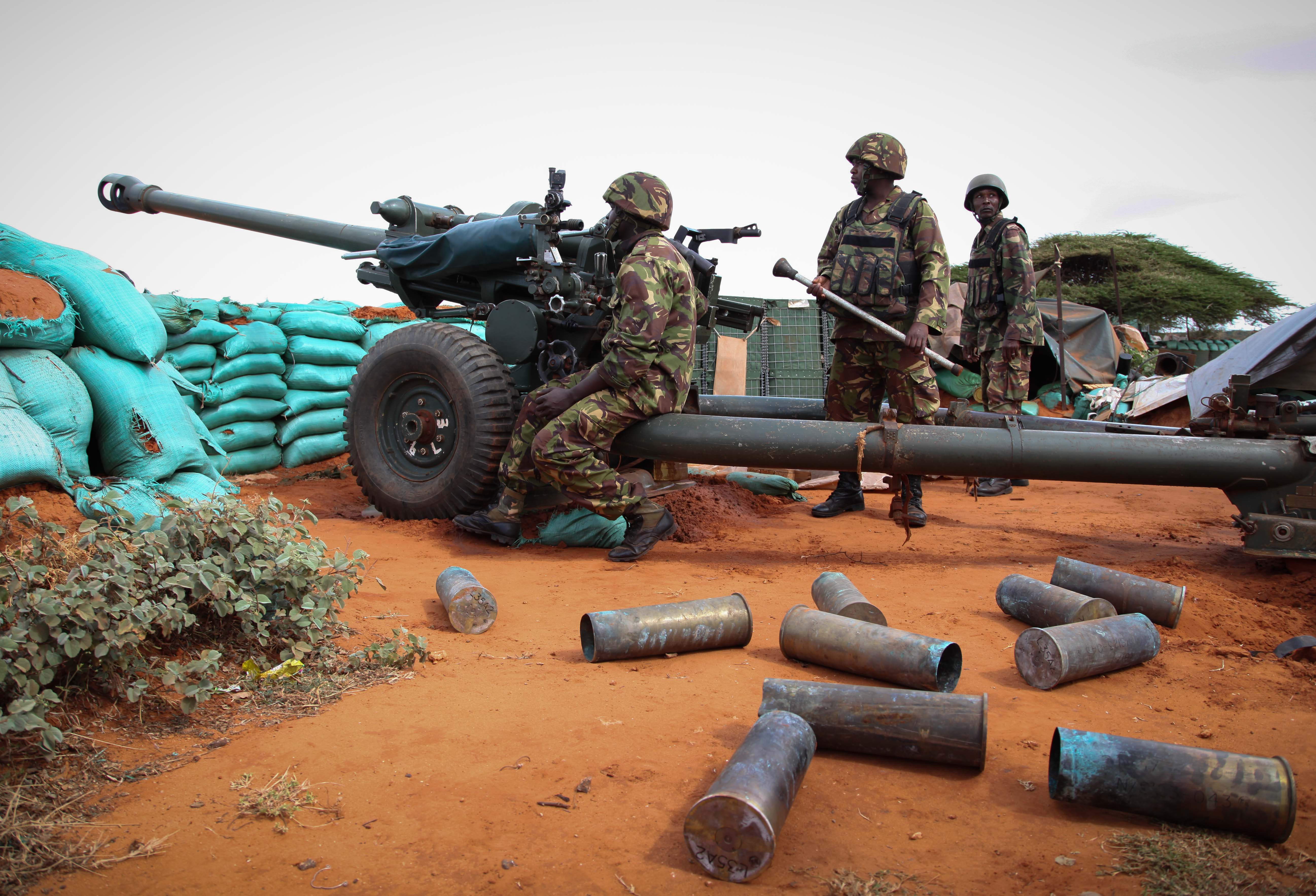
Кенийские артиллеристы миротворческих сил в аэропорту города Кисмайо отражают нападение сил «Аш-Шабааб», 22 августа 2013 года

Но группировка «аш-Шабааб» продолжала борьбу. Так, 12 сентября 2012 года три террориста-смертника привели в действие взрывные устройства перед гостиницей, где президент вел переговоры с министром иностранных дел Кении. В 2014 году боевики «аш-Шабааб» дважды безуспешно штурмовали резиденцию президента, 21 февраля и 8 июля 2014 года. Миротворцы АМИСОМ были практически единственной силой, способной относительно сдерживать вооруженные столкновения, да и то в основном в столице и отдельных стратегически важных районах страны.
8 февраля 2017 года Хасан Шейх Мохамуд участвовал в новых президентских выборах (на это раз глава государства вновь избирался депутатами, но уже двухпалатного парламента). Он занял первое место в первом раунде голосования, но уступил бывшему премьер-министру Мохамеду Абдуллахи Мохамеду по итогам второго раунда. Так как ни один из кандидатов не набрал необходимых для окончательной победы 2/3 голосов, то предполагалось проведение третьего раунда, однако Мохамуд снял свою кандидатуру до его проведения, и президентом стал Мохамед Абдуллахи Мохамед.
Срок полномочий Мохамеда Абдуллахи Мохамеда истекал 8 февраля 2021 года, но в апреле 2021 года он попытался продлить их еще на два года, что, по его словам, позволило бы подготовить страну к прямым выборам президента. Это спровоцировало столкновения между правительственными войсками и вооруженными повстанческими группировками в столице страны. В конце мая 2021 года решение о продлении президентских полномочий было отменено, а президент отстранился от участия в организации выборов, передав курирующие полномочия премьер-министру Мохамеду Хусейну Робле.
В сентябре 2021 года новая фаза конфликта между президентом и премьер-министром привела к вводу в столицу войск, а в декабре 2021 года Робле, который был отстранен президентом от своих полномочий, обвинил его в попытке государственного переворота.
В 2021 году Международный суд ООН принял решение в пользу Сомали по спору с Кенией, касающемуся участка морской границы в Индийском океане. К Сомали отошел участок океана площадью около 100 тыс. кв. км, потенциально богатый нефтью и газом. Однако Кения отказалась признать это решение.
15 мая 2022 года в ходе совместного заседания верхней и нижней палат парламента президентом был вновь избран Хасан Шейх Махмуд.